# 거제 한내리 모감주나무군
거제 한내리 모감주나무군(巨濟 汗內里 妙敢株나무群)은 대한민국 경상남도 거제시 연초면 한내리에 있는 모감주나무 군락이다. 1991년 12월 23일 경상남도의 기념물 제112호로 지정되었다.

## 개요
모감주나무는 중국·대만·일본 등지에 분포하며, 우리나라에서는 황해도와 강원도 이남에서 자라고 있다. 여름에 노란 꽃이 피고 열매는 콩알보다 약간 큰데, 열매가 둥글고 검으며 윤기가 있어 염주를 만드는데 쓰인다. 스님들은 이 열매로 염주를 만들기 때문에 염주나무 또는 보리수라 부른다.
한내리의 모감주나무숲은 현재 41그루로 이루어져 있는데 이 중 가장 큰 나무는 높이가 17m, 둘레 2m이다. 신라 말 무렵 남해안의 큰 절이었던 거제 하청의 북사(北寺)를 다녀가던 금강산 큰 스님이 한내리의 번성을 기원하면서 바닷가에 심은 나무라고 전한다. 옛날에는 이 숲에서 풍어제를 지냈다고 한다.
모감주나무로 해일을 막고 물고기를 유도하기 위해 만들어진 방조어부림으로는 전국에서도 이곳 한내리 밖에 없어 그 희귀성을 인정하여 기념물로 지정하여 보호하고 있다.

## 참고 문헌
- 거제 한내리 모감주나무군 - 국가유산청 국가유산포털